# Шаренград
Шаренград (хорв. Šarengrad) — село в Хорватии на берегу Дуная, регион Срем, Вуковарско-Сремская жупания. Находится между Вуковаром и Илоком в районе гряды Фрушка-Гора. Вместе с сёлами Бабска и Мохово подчиняется Илокскому муниципалитету.
Большинство населения занято в сельском хозяйстве. В селе есть начальная школа, почта, магазины и ресторан. Недалеко от села находятся крепость, принадлежавшая ранее венгерским феодалам.
В Шаренграде базируется одноимённый футбольный клуб.

## Население
Согласно переписи населения 2001 года в Шаренграде проживало 838 жителей. В основном — хорваты. В течение второй половины XX века население села постоянно сокращалось.
| Население Шаренграда по годам | Население Шаренграда по годам | Население Шаренграда по годам | Население Шаренграда по годам | Население Шаренграда по годам | Население Шаренграда по годам | Население Шаренграда по годам | Население Шаренграда по годам | Население Шаренграда по годам | Население Шаренграда по годам | Население Шаренграда по годам | Население Шаренграда по годам | Население Шаренграда по годам | Население Шаренграда по годам | Население Шаренграда по годам |
| ----------------------------- | ----------------------------- | ----------------------------- | ----------------------------- | ----------------------------- | ----------------------------- | ----------------------------- | ----------------------------- | ----------------------------- | ----------------------------- | ----------------------------- | ----------------------------- | ----------------------------- | ----------------------------- | ----------------------------- |
| 1857                          | 1869                          | 1880                          | 1890                          | 1900                          | 1910                          | 1921                          | 1931                          | 1948                          | 1953                          | 1961                          | 1971                          | 1981                          | 1991                          | 2001                          |
| 1265                          | 1484                          | 1424                          | 1558                          | 1489                          | 1472                          | 1392                          | 1448                          | 1349                          | 1622                          | 1443                          | 1357                          | 1106                          | 1005                          | 838                           |